# قتل زوی کوگان
زوی کوگان (عبری: צבי קוגן‎، متولد ۱۱ اوت ۱۹۹۶) خاخام اسرائیلی- مولداوی بود که در ۲۱ نوامبر ۲۰۲۴، در امارات متحده عربی، ربوده و کشته شد. او نماینده سازمان یهودی ارتدکس خبد بود. در ۲۴ نوامبر ۲۰۲۴، جسد کوگان پیدا شد.

## زمینه
کوگان در سال ۱۹۹۶ در رامات شلومو، اورشلیم، اسرائیل به دنیا آمد. او با برادر بزرگترش، روون، در یک خانواده لیتوانیایی حریدی رشد و پرورش یافت. کوگان تعالیم سنتی دین یهود را در نوجوانی در یشیوای مائوز شائیل در اورشلیم، یشیوای رابعنو حییم اوزار در بنی براک و سرانجام در یشیوای میر در اورشلیم آموخت. او قبل از انتقال به امارات، خدمت اجباری خود را در تیپ پیاده نظام ۸۴ گیواتی نیروهای دفاعی اسرائیل انجام داد.
کوگان و همسرش ریوکی (زادنام اشپیلمن)، شهروند ایالات متحده، در سال ۲۰۲۲ ازدواج کردند. اشپیلمن خواهرزاده گابریل  نواخ هولتزبرگ، خاخام چاباد است که به همراه همسرش توسط یک گروه شبه نظامی اسلامگرا در هند در حملات تروریستی نوامبر ۲۰۰۸ در بمبئی به قتل رسید.

## کار در ابوظبی
از زمانی که امارات متحده عربی روابط دیپلماتیک خود را با اسرائیل در توافقنامه آبراهام در سال ۲۰۲۰ عادی کرد، کوگان نماینده سازمان یهودی ارتدکس چاباد در ابوظبی بود. او برای توضیح یهودیت و رد افسانه‌ها و کلیشه‌های مربوط به این دین تلاش کرد. او دستیار خاخام ارشد امارات، لوی دوخمان بود. او همچنین یک سوپرمارکت کوشر به نام ریمون را در جاده الوصل در دبی مدیریت می‌کرد. او برای گسترش زندگی یهودیان در امارات از طریق راه‌هایی که شامل اطمینان از در دسترس بودن غذای کوشر و افتتاح اولین مرکز آموزشی یهودیان کشور بود، تلاش کرد.
زوی کوگان در سال ۲۰۲۱، در اولین مراسم یادبود روز هولوکاست امارات، نماز ایذکور را اقامه کرد.

## ربوده شدن و قتل
قبل از ربوده شدن، کوگان آخرین بار در سوپرمارکتی که در دبی مدیریت می‌کرد دیده شد. پس از اینکه در جلسات برنامه‌ریزی شده شرکت نکرد و ارتباط با همسرش قطع شد، همسرش نگران شد و رئیس امنیتی خبد را آگاه کرد و مقامات محلی نیز در جریان قرار گرفتند. کوگان از بعدازظهر ۲۱ نوامبر ۲۰۲۴ مفقود شده بود. با این حال، خانواده کوگان گفتند که او از روز قبل با آنها تماس نگرفت.
دفتر نخست‌وزیری اسرائیل در ۲۳ نوامبر ۲۰۲۴ در بیانیه ای از طرف موساد ناپدید شدن وی را اعلام کرد و گفت که سرویس‌های امنیتی و اطلاعاتی اسرائیل در حال بررسی این حادثه هستند. این منجر به تحقیقات مشترکی از سوی آژانس اطلاعاتی اسرائیل موساد و مقامات اماراتی شد. یک هیئت اسرائیلی برای کمک به تحقیقات وارد امارات شد. موساد تحقیقات دربارهٔ ناپدید شدن او را رهبری کرد و آن را یک حادثه تروریستی تلقی کرد.
اتومبیل و تلفن همراه کوگان در العین در فاصله ۱۵۰ کیلومتر (۹۳ مایل) از دبی و ابوظبی، در مرز عمان پیدا شد. در خودروی وی خون و آثار خشونت مشاهده شد. گزارش‌های اولیه حاکی از آن است که کوگان پس از خروج از ریمون، سوپرمارکتی که مدیریت می‌کرد، توسط سه ازبک تعقیب شده است. بازرسان گفتند که مهاجمان حرکات کوگان را ردیابی و سپس او را ربودند و با خود به العین منتقل کردند و در آنجا کشته شد. ازبک‌های مظنون به ربودن و کشتن او که گمان می‌رود بخشی از یک تیم آدم‌ربای وابسته به نظام جمهوری اسلامی ایران بوده‌اند، به ترکیه فرار کردند.
جسد کوگان در ۲۴ نوامبر ۲۰۲۴ کشف شد. او ۲۸ سال داشت.

## عواقب
بنیامین نتانیاهو، نخست‌وزیر اسرائیل، گفت که از این قتل «عمیقاً شوکه» شده است و قول داده است که از همه ابزارها برای کشاندن قاتلان و «کسانی که آنها را فرستاده‌اند» به دست عدالت استفاده خواهد کرد. رئیس‌جمهور آیزاک هرتزوگ نیز این قتل را محکوم کرد. این قتل در حالی رخ داد که ایران به تلافی حملات هوایی اسرائیل در خاک خود در ۲۶ اکتبر که در دوره تشدید تنش بین دو کشور روی داد، تهدید کرده بود.
در ۲۴ نوامبر وزارت کشور امارات متحده عربی از دستگیری سه مظنون به قتل وی در ترکیه خبر داد.
دولت بایدن این قتل را محکوم و اعلام کرد که این قتل «یک جنایت وحشتناک علیه همه کسانی است که طرفدار صلح، مدارا و همزیستی هستند» و اینکه «کسانی که این جنایت را انجام داده‌اند و هرکسی که از آنها حمایت می‌کند، باید پاسخگو باشند.»
ایرنا خبرگزاری رسمی جمهوری اسلامی ایران اعلام کرد که سفارتخانه این کشور گفته است ادعای «هرگونه دخالت» در کشته شدن خاخام زوی کوگان را «قاطعانه» رد می‌کند.
وال‌استریت ژورنال در گزارشی نوشت قاتلان زوی کوگان، قصد داشتند او را به عمان منتقل کنند اما نقشه آن‌ها به دلیلی نامشخص مختل شد.